# Aphyllie

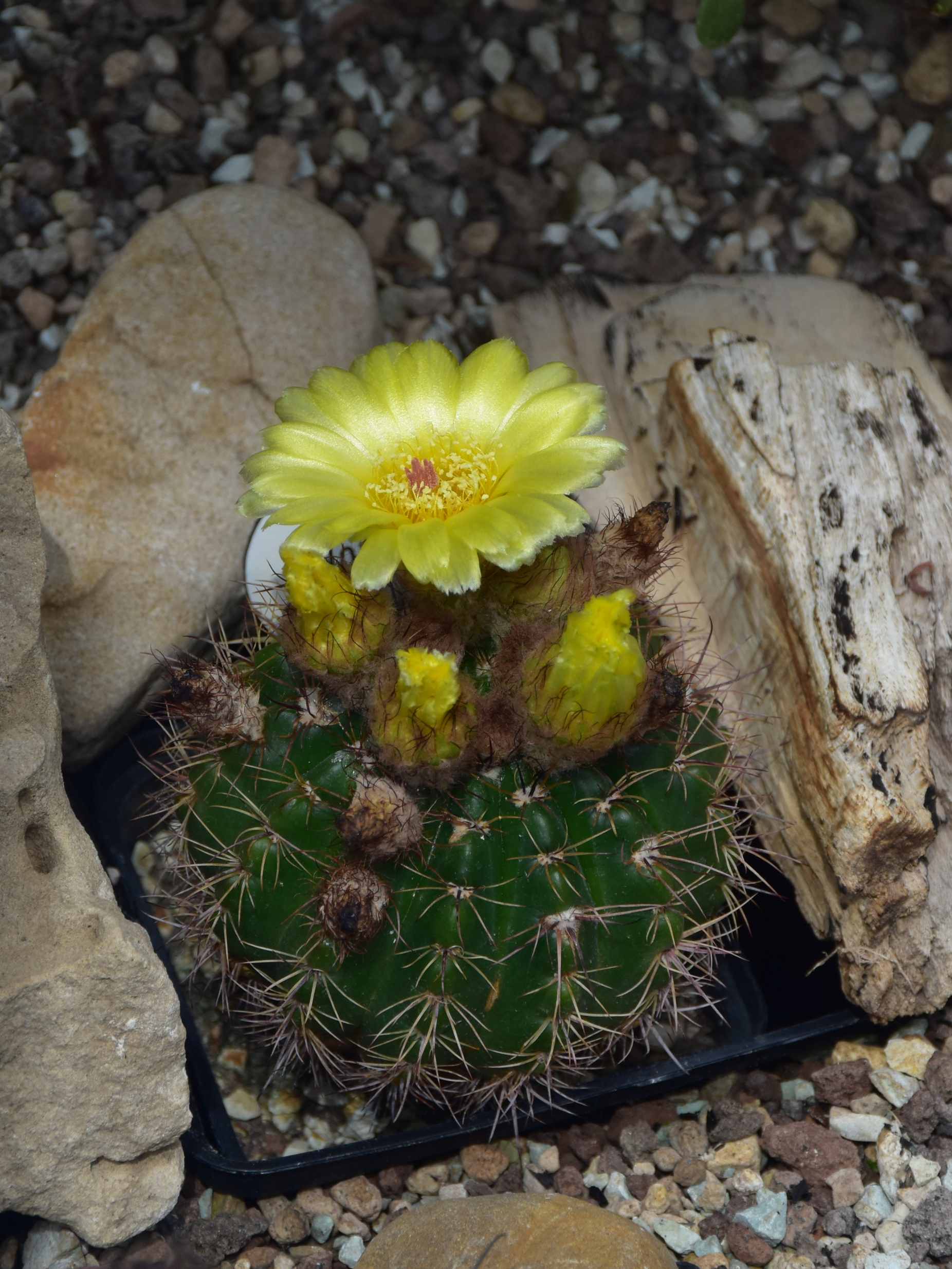
La plante aphylle Parodia ottonis.

L’aphyllie désigne chez une plante (dite aphylle) une forte réduction de la taille des feuilles, voire leur quasi-disparition ou leur disparition totale. Elle est une des diverses adaptations au xérophytisme : la diminution de la surface foliaire permet une réduction des surfaces évaporantes, donc une consommation plus faible en eau.

## Étymologie
L'aphyllie est un mot apparu dans la langue française vers le XVIIe siècle, issu du grec ancien a (« dépourvu de ») et phullon (« feuille »).

## Absence réelle ou apparente
Certaines plantes grasses sont constituées de tiges constamment dépourvues de feuilles (notamment des Cactaceae comme Parodia ottonis (en).
L'absence de feuilles n'est pas toujours réelle mais peut être seulement apparente. En effet, les appendices foliacés de certaines plantes peuvent être soudés à la tige, représentés par des écailles plus ou moins réduites comme la Cuscute et le Fragon petit Houx. D'autres n'ont des feuilles que pendant une période déterminée de leur existence comme le Genêt purgatif et l'Opuntia).